# Vz 58
Vz 58またはSa vz.58（Samopal vzor 58・1958年型短機関銃）は、チェコスロバキアのチェスカー・ズブロヨフカ国営会社（チェコ兵器廠国営会社、チェコ語：Česká zbrojovka, n.p.：ČZ、1992年民営化）で開発されたアサルトライフルである。
テーパーのかかった薬莢に対応する大きく湾曲した弾倉、上下二分割されたハンドガード、レシーバーデッキに銃床の根元が接しないなど、外見はAK-47に類似しているが、7.62x39mm弾を使用する以外に共通点はなく、ほとんど独自設計となっている。
日本赤軍によるテルアビブ空港乱射事件で用いられた自動小銃としても知られている。

## 概要
チェコスロバキアは自動小銃の開発先進国で、1920年代末にZH-29を完成、1930年代末からZK38、ZK381等を試作したが1938年からナチスドイツによる併合を受けた為に量産化には至らなかった。
1942年から試作されていたZK420は戦後7.92～6.5mmと様々な口径の制式弾仕様が作られ、1946年にはイギリス、デンマーク、エチオピア、エジプト、スウェーデン、イスラエル、スイス等で次期主力小銃候補としてテストされた。しかし、1948年の共産党無血クーデターにより、チェコスロバキア共和国に人民民主主義体制を掲げる共産党一党独裁政権が成立し東側入りした為、どの国もこのライフルを採用しなかった。
1952年には、ZK420とは異なるコンセプトのvz. 52小銃を開発、チェコスロバキア軍が制式採用した。Vz 52は独自の7.62mm×45弱装弾を使用（この弾薬を使用するVz 52軽機関銃もある）するセミオートマチックカービンで、性能はソビエト連邦のSKSカービンに近い物であった。チェコスロバキアは比較的自由に兵器を設計していたが、この頃になるとワルシャワ条約機構加盟国の兵器、弾薬の統一を進めるソ連の圧力が高まり、1957年にはVz 52が7.62mm×39仕様に改修されVz 52/57が開発される。
さらに他の加盟国と同様、ソ連のAK-47採用を迫られたチェコスロバキアだが、独自のアサルトライフル開発は続けられ、1958年には外見こそAK-47によく似ているが、より軽量で命中精度も高いVz 58を独自設計で完成させ、軍が制式採用した。
その後の東欧自由化、チェコスロバキアのチェコとスロバキアへの分離を経た後も、Vz.58は両軍で使われている。NATO加盟などに合わせてチェスカー・ズブロヨフカ社が、旧ソ連のAK-74に強く影響を受けたCZ2000を開発したが両軍は採用しなかった。2007年からアフターマーケットで出回っているカスタムパーツを装備することで現代の歩兵システムに対応しているが、採用から50年あまり経ち老朽化が進む中、スロバキア軍はVz 58を使用し続けているが、チェコ軍では2011年から5.56mm NATO弾を使用するCz805の配備が開始され置き換えが進んでいる。

## 特徴

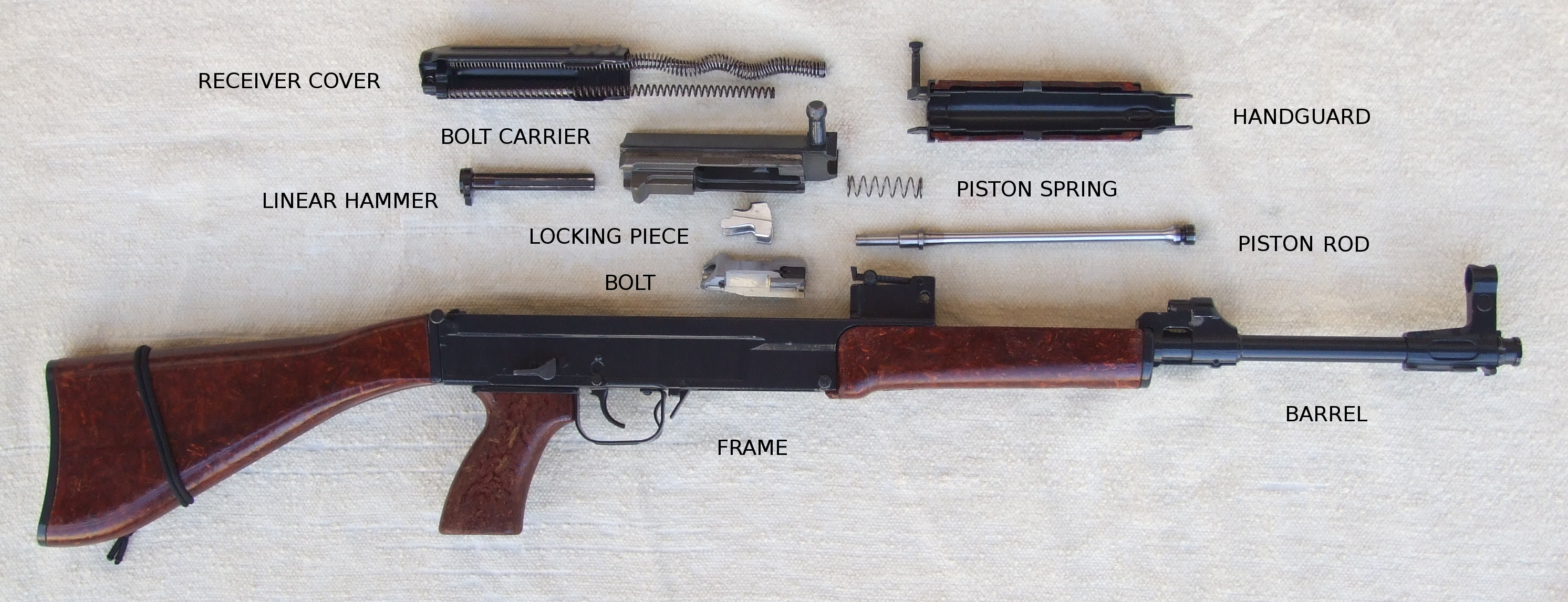
通常分解されたvz. 58

AKがボルトキャリアと一体化したロングストロークガスピストンを備えたロータリーボルトロッキング機構を採用しているのに対し、Vz 58はボルトキャリアから独立したショートストロークガスピストンと、上下方向の回転式独立型ロッキングブロック機構を採用している。
ボルトキャリアの後退に伴いボルトキャリアから後ろ斜め下方向に突き出た突起が、ボルトに取り付けられたロッキングブロックの上部を、ブロック後端を支点として上方向に回転させながら持ち上げることにより、ロッキングブロックがレシーバー内部の窪みから外れボルトの結合が解除され、ボルトが後退し薬室が開放される。
撃発機構は特異なリニアハンマー方式と呼ばれるもので、ボルトキャリアに組み込まれたリニアハンマーと呼ばれる細長い円筒形の撃鉄がシアによって後退位置で保持され、引き金が操作されるとリニアハンマーが解放されて結合するスプリングの力で前進し、ボルト内部の極めて短い撃針を押し出すというストライカー方式とハンマー方式の中間のようなタイプを採用している。このリニアハンマーは銃身と同軸で移動する為、AKの回転式ハンマーに比べて銃身の上下動を起こしにくい。これにより銃身内弾道が安定し、また作動方式に動揺の少ないショートストロークガスピストンを採用している事もありAKより優れた命中精度を発揮する。
AKには無い機能として、残弾が無くなると自動でボルトキャリアが後退位置で停止するボルトストップ機構も搭載している。マガジン側にもこの機構の一部が搭載されているためAKのマガジンと互換性は無い。マガジンはアルミニウム製で必要な強度を保ちつつも軽量化されている。
Vz 58は近代的な直銃床のフルオート小銃でありながらボルトキャリアがレシーバーデッキに覆われず露出している。このためボルトキャリアの後退時は極めて大きい排莢口となり排莢時のジャムが発生しづらくなっている。また、排莢はほぼ真上に向かって行われる。
この構造のため曲銃床のSKSカービンと同様にボルトを後退させた状態で、銃弾を束ねたストリッパー・クリップを用いて装填する事もでき、ボルトキャリアの先端にはクリップを保持するガイドとなる溝が彫られている。（サイト中盤にクリップで装填する画像あり）
セレクター・レバーは安全装置を兼ね、AKと同様にレシーバーの右側面に位置するが、AKのようにダストカバーを兼ねていないため小型であり、グリップから手を離さず操作可能。バヨネットラグはAKのものと異なるため、専用の銃剣を使用し、バヨネットラグの後方から着脱する。銃口部には消炎器と二脚を取り付けることができる。
金属部分の仕上げによって外見が異なり、大きく分けて黒塗りされた物、グレーで塗装された物、グレーで焼付け塗装された物の三種類が確認されている。チェコスロバキア軍（現在のチェコ共和国軍及びスロバキア共和国軍）では、グレーで焼付け塗装した物が採用されている。ハンドガード、グリップ、ストックは、初期型では樫材使用の木製だったが、後期型ではエボナイト系樹脂に木材チップを混ぜたものになっている。

## バリエーション
Vz 58 P
固定式ショルダーストック仕様
Vz 58 V
サイドスイング式の折り畳みストック仕様。ストックはL字型で、右方向へ折りたたむ。ストック取り付け部を含む銃自体はVz 58 Pと共通
VZ-58 タクティカル
Vz 58 Vにアフターマーケット製の部品を組み込んだもの
CZ 2003H
木製部品をプラスチックにしたもの
CZ 858 タクティカル
VZ-58 タクティカル民間用
D-TECHNIK Vz 58E
D-TECHNIK a.s.社製のプラスチックパーツを装備したVz58。5.56mm NATO弾仕様もある。
VZ 58 TACTICAL SPORTER
ストック、ピストルグリップ一体型、セミオートの民間用もの
Vz 58 PN
Vz 58のレシーバー左側面にアクティブ方式の赤外線スコープを装備できるもの
AP 67
7.62mm NATO弾仕様
ÚP 70
5.56mm NATO弾仕様
EZ-B
ブルパップ方式
VZ 58/98 9mm ブルドッグ
9mmパラベラム弾を使用する短機関銃
VZ 58 Pi
二脚を装備したマークスマン・ライフル仕様
VZ 58/97
スナイパー・ライフル
Vz 58をベースに開発された狙撃銃
Klec LMG
銃身を延長し二脚を装備した分隊支援火器仕様
Rung Paisarm RPS-001
タイ製の5.56mm NATO弾仕様のVz 58 P
RPS-001S
カービンモデル

## 採用国
- アフガニスタン
- アンゴラ
- イラク
- インド
- インドネシア
- ウガンダ
- エチオピア
- エリトリア
- キプロス
- ギニア
- キューバ
- グアテマラ
- スロバキア
- ソマリア
- タンザニア
- チェコ
- チェコスロバキア
- チリ
- ドミニカ共和国
- ビアフラ共和国
- ベトナム
- モザンビーク
- リビア

## 登場作品

### 映画
『007 オクトパシー』
作中の終盤、カマルの邸宅に突入したボンドが敵兵からVz.58Vを奪って使用。
『007/ノー・タイム・トゥ・ダイ』
冒頭、ミスター・ホワイトの家族を襲うサフィンがVz.58コンパクトを使用。
『DOOM』
メイキングの射撃訓練において使用された際にチェコ製のAKと言っているが、実際はVz.58である。
『エネミー・ライン』
セルビア人武装勢力が使用。物語中盤、主人公が地雷原から走って逃げるシーンで、焦りから思わず地雷を作動させたセルビア側兵士が吹き飛び、Vz.58の残骸が降ってくるシーンがある。
『デルタ・フォース』
アラブのテロリストの一部が使用。
『フルメタル・ジャケット』
後半のフエ攻防戦で、ベトコン狙撃兵が使用。これはAK-47や56式自動歩槍の代役というわけではなく、ベトナム戦争時に実際にベトコンで使用されていたという実話に基づいた演出である。

### 小説
『ダイ・ハード』（原題：Nothing Lasts Forever）
「チェコ製アソールト・ライフル」の名称で登場し、テロリストたちが使用。映画版ではH&K MP5に変更されている。

### ゲーム
『ARMA 2』
Sa-58が独立拡張パック"Operation Arrowhead"に登場。
『Operation Flashpoint: Cold War Crisis』
レジスタンス陣営で使用可能なアサルトライフルとして、「AK47CZ」の名称で登場する。
『VIETCONG 2』
『サドンアタック』
「Vz58」としてVz.58Vが登場。現在は補給ポイントでしか入手できないため、見かけることは非常に希。
『Vigor』
Vz58pという名称にて登場。

## ギャラリー

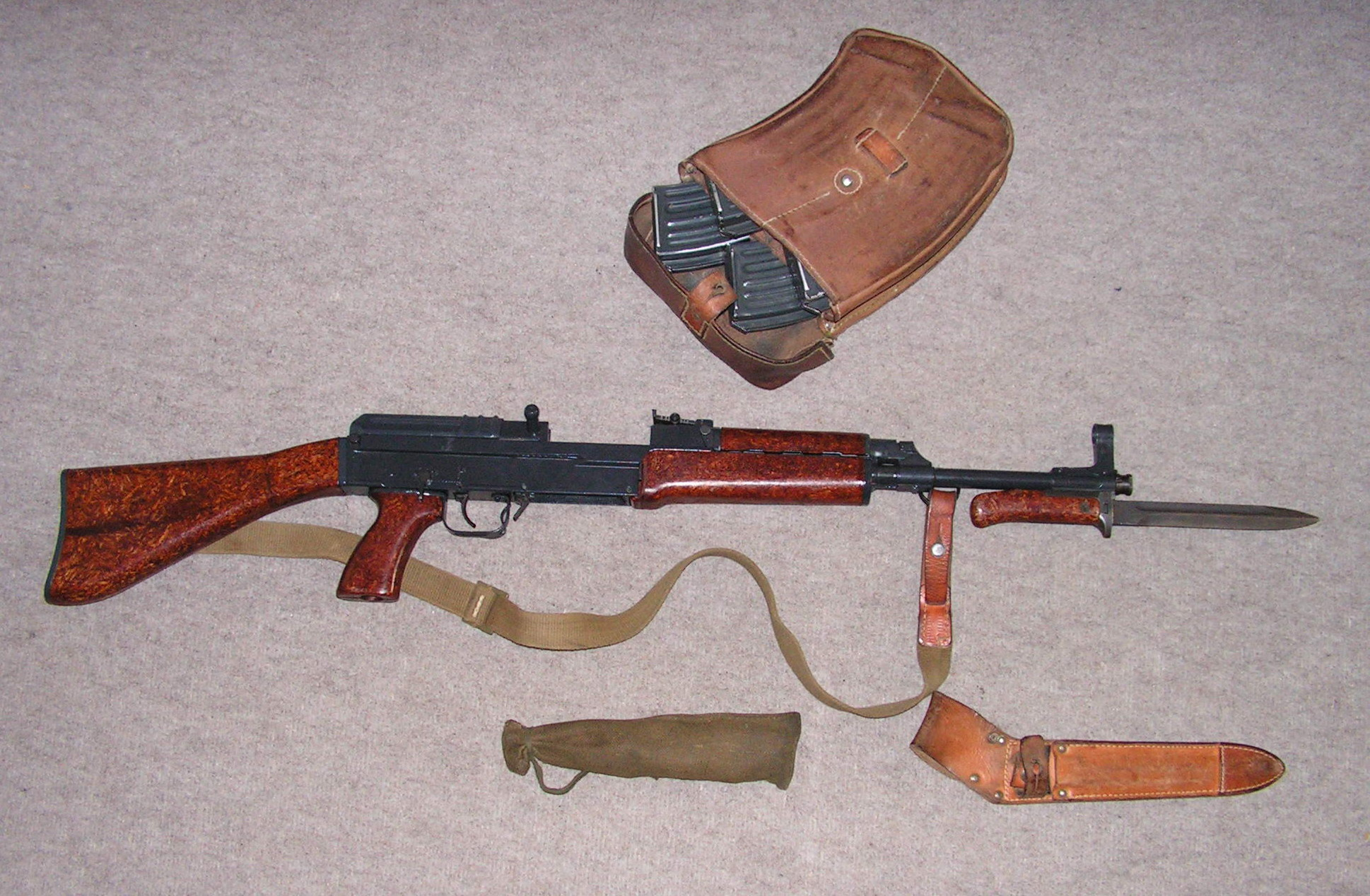
ボルトキャリアが開かれた、着剣状態のVz.58P
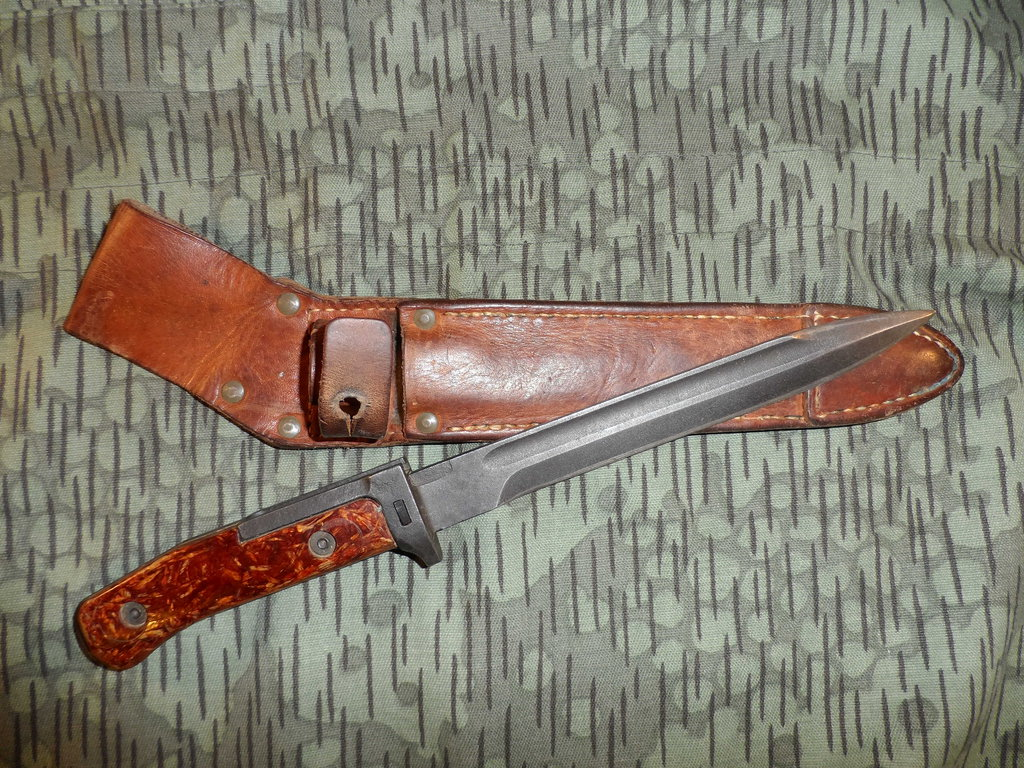
Vz.58用バヨネット
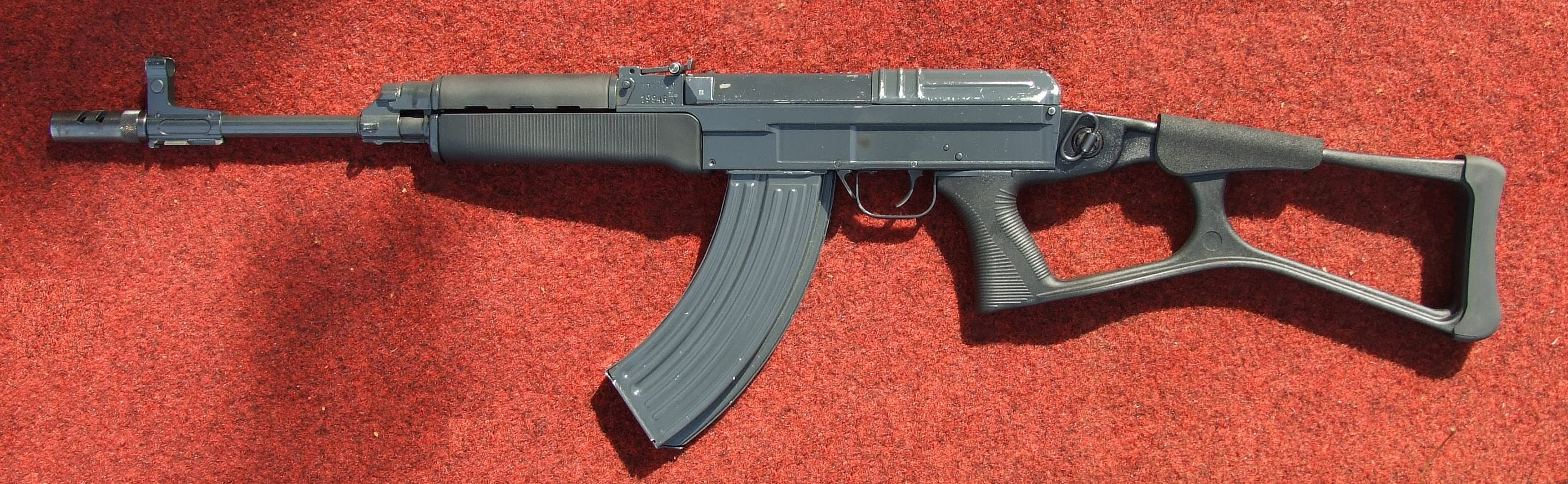
サムホールストックを装着したスポーターモデル
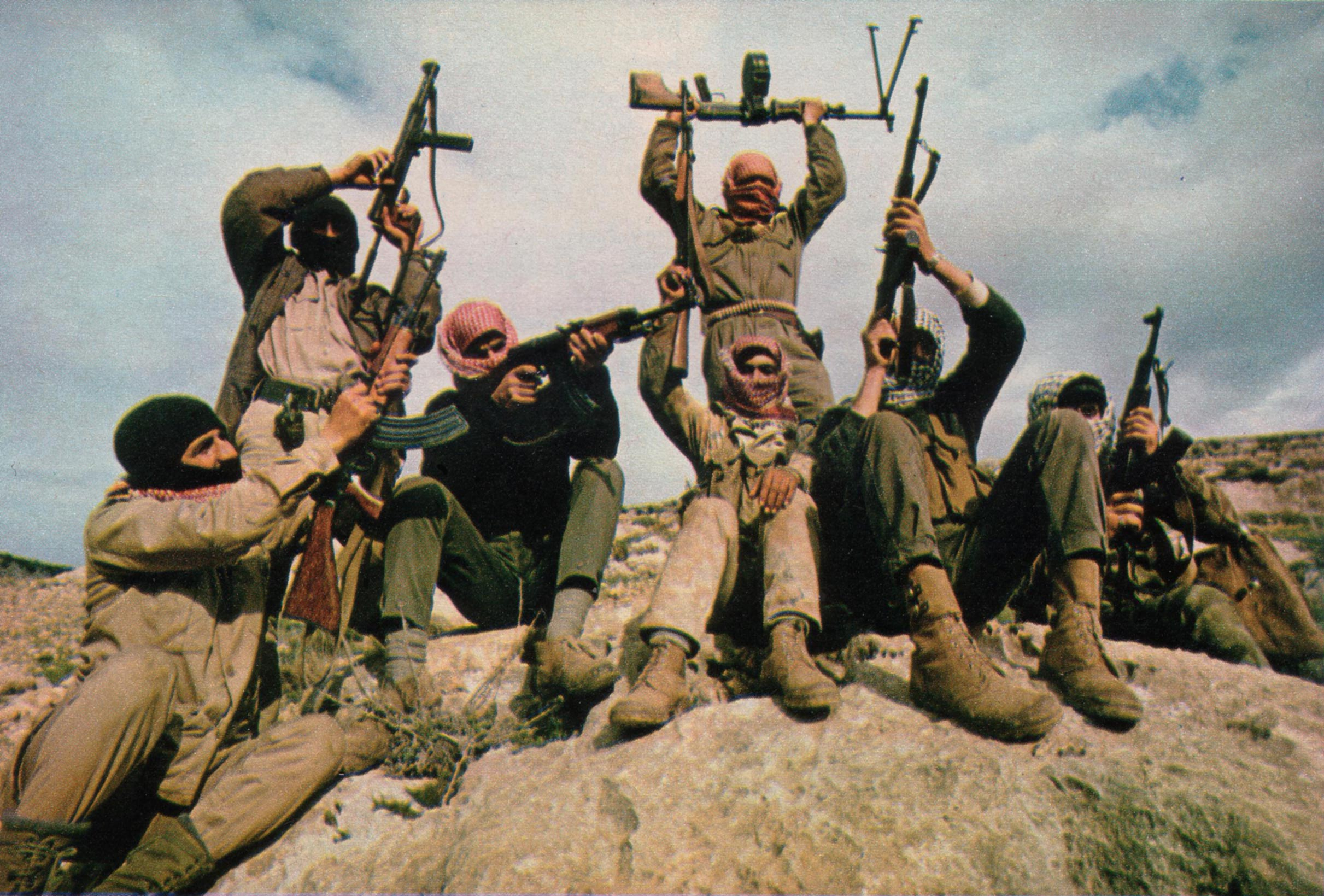
パレスチナ解放人民戦線の戦士たち。左から一人目と三人目がVz.58を所持。（1969年）
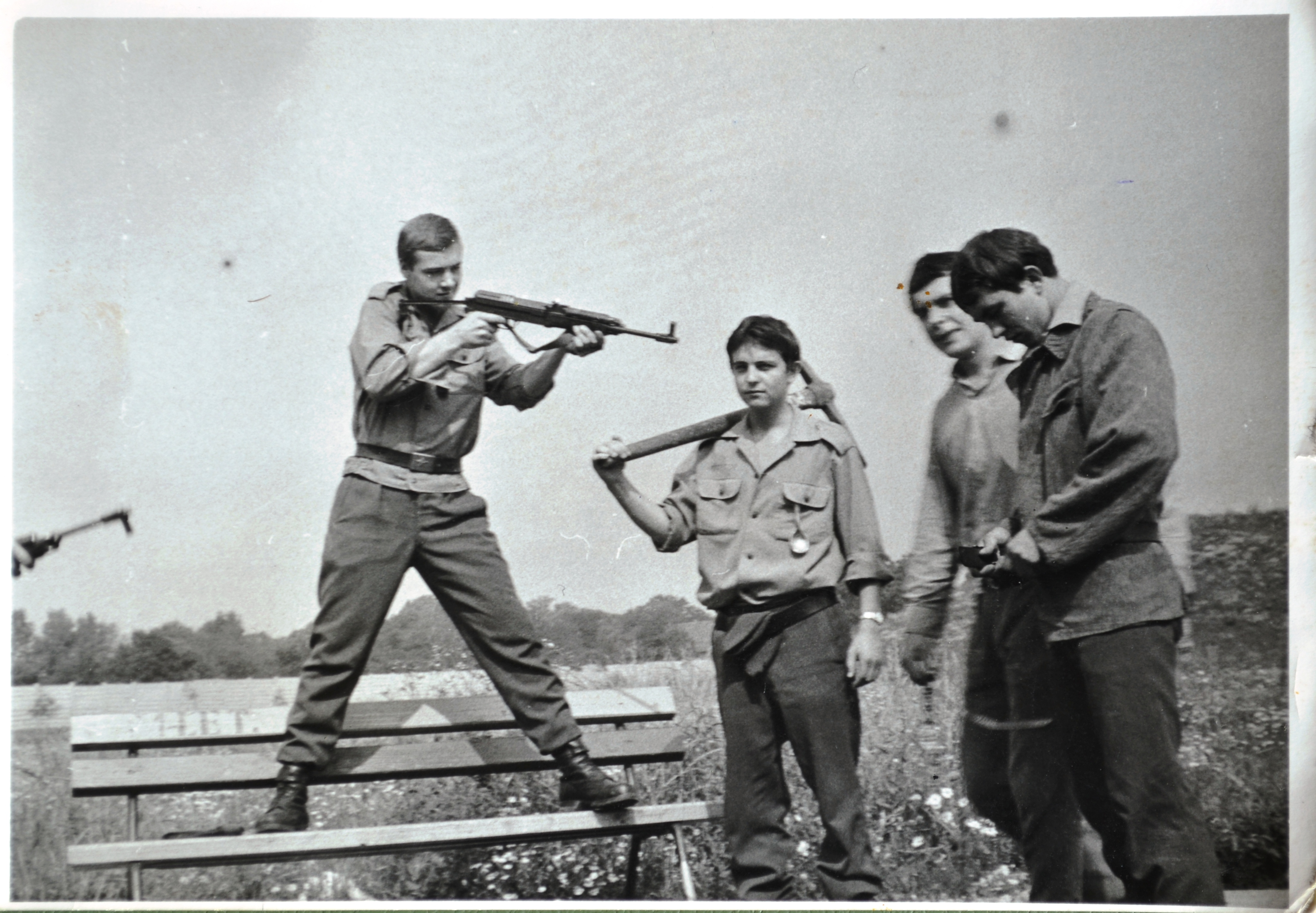
Vz.58Vを構えるチェコスロバキア軍兵士（1977年）
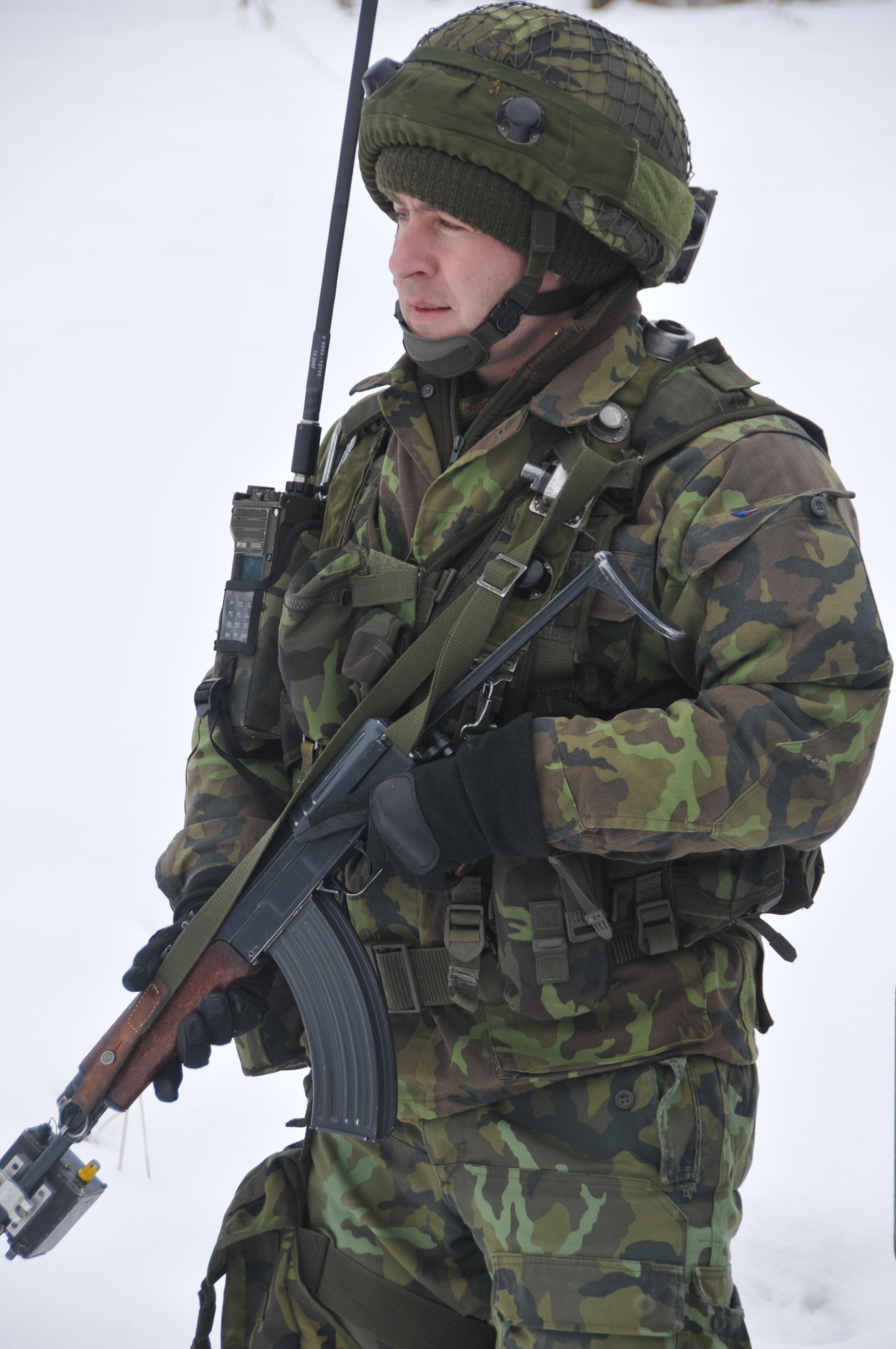
Vz.58Vを装備したチェコ軍兵士（2012年）
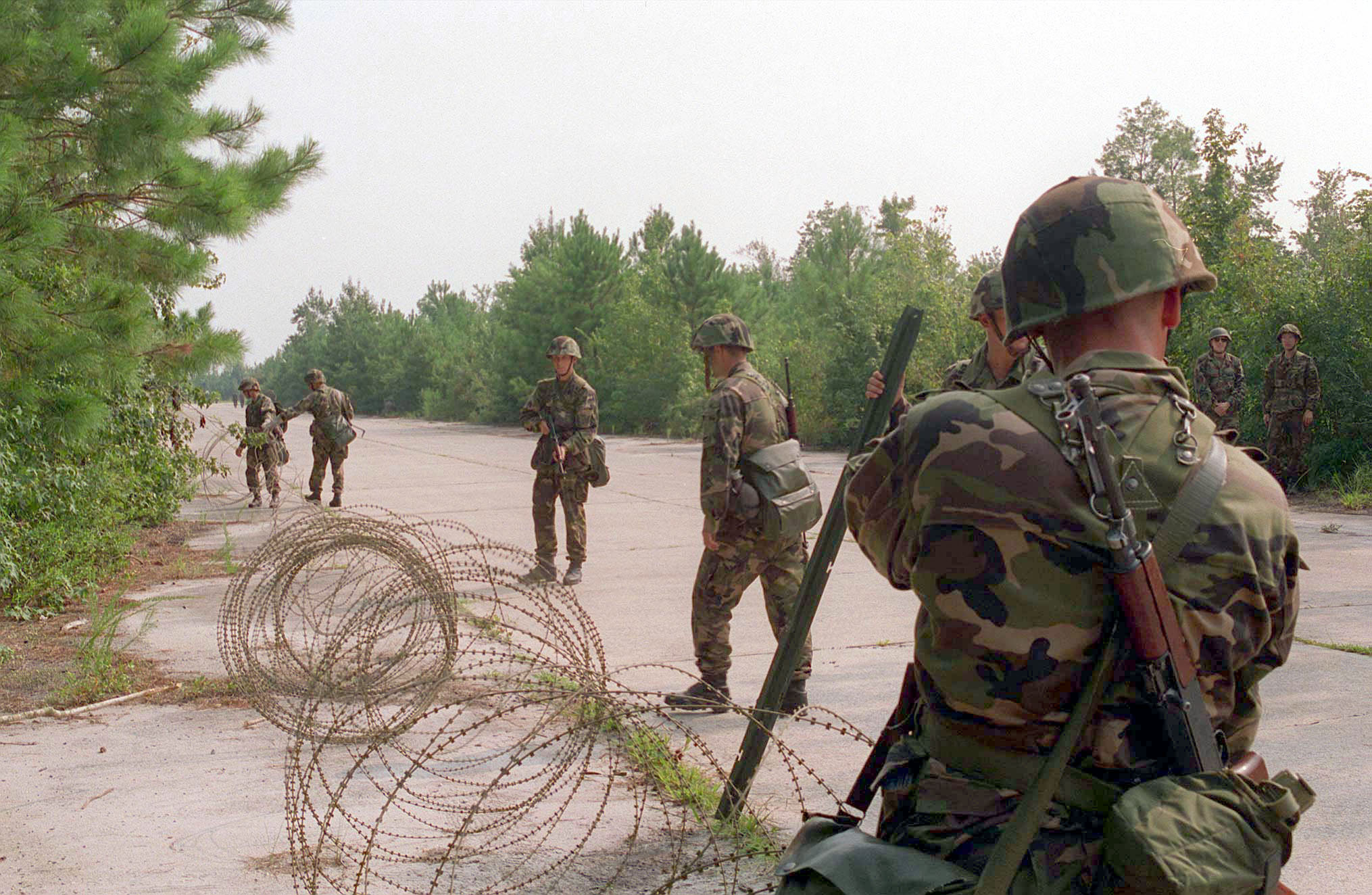
ノースカロライナ州での軍事演習に参加するスロバキア軍兵士（1996年）
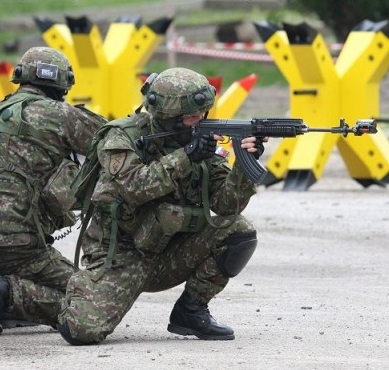
Vz.58Vを持つスロバキア軍第12機械化大隊の兵士。 レール付きハンドガードが装着されている。銃口に付けられた装置は交戦訓練用のレーザー発振器。
Vz.58Pを構えるイラク警察の警官（2011年）
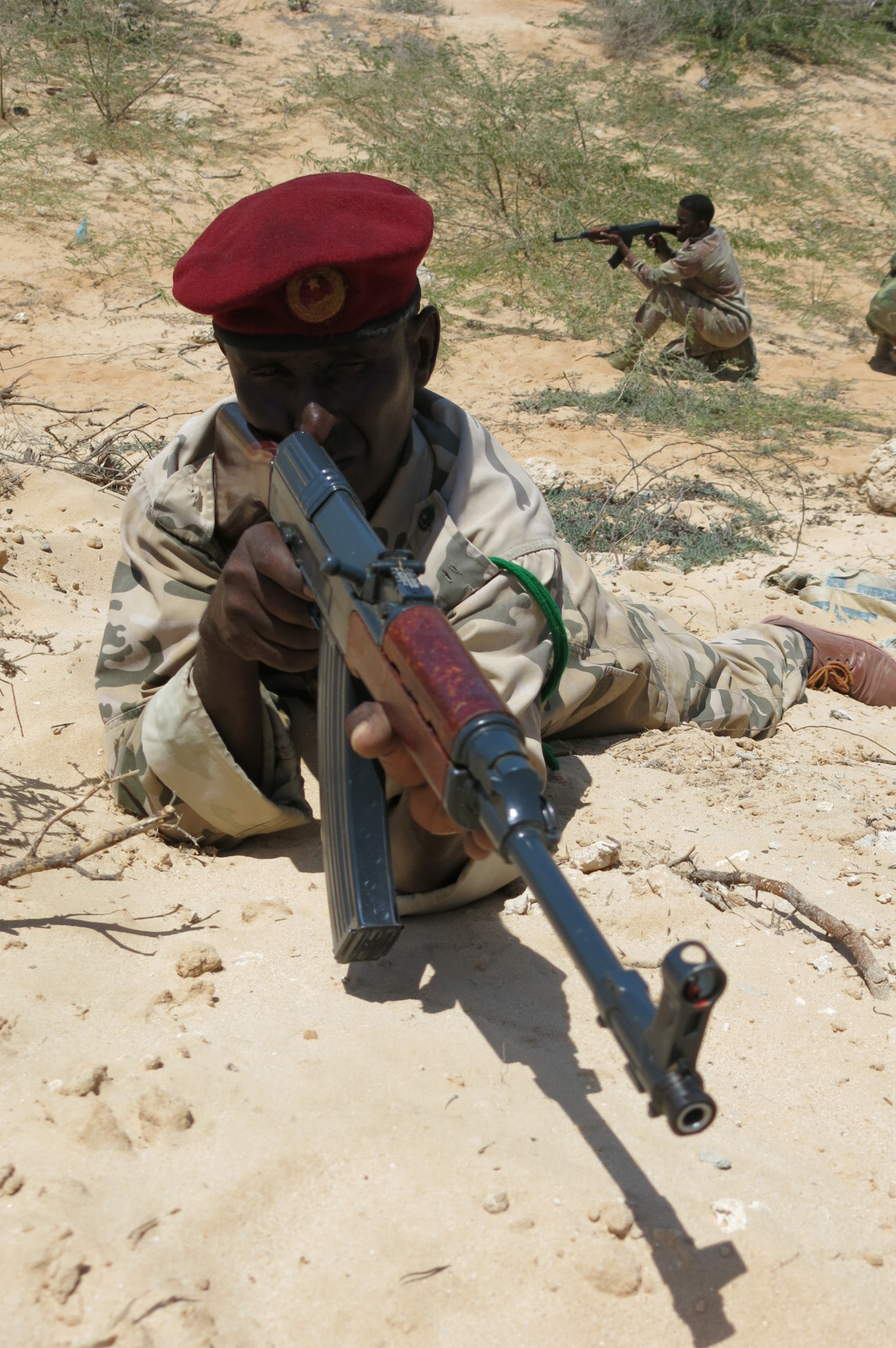
Vz.58Pを構えるソマリア軍兵士（2015年）
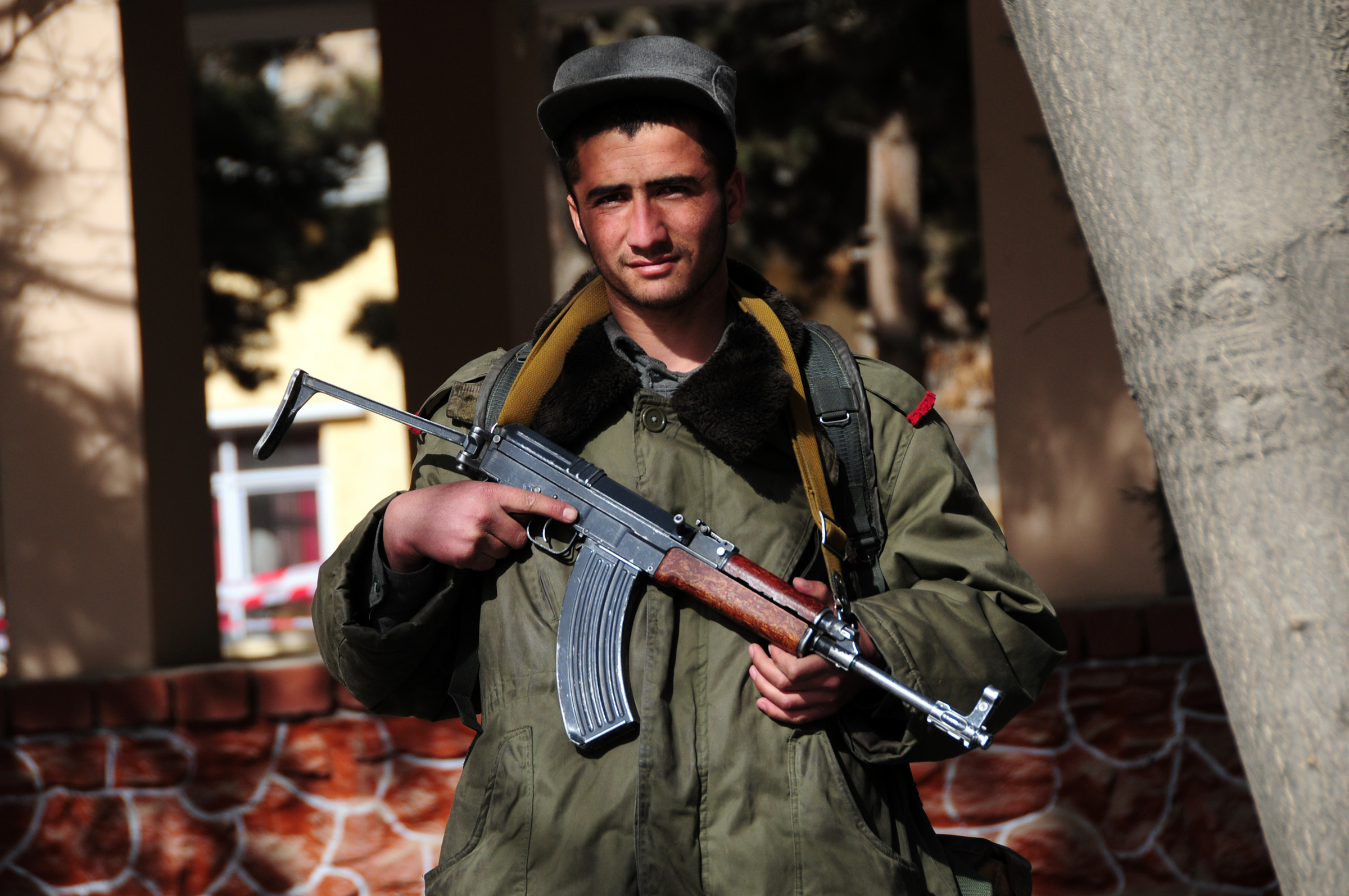
Vz.58Vを持つアフガニスタン国家警察アカデミーの士官候補生